# Irréligion au Yémen
L'irréligion au Yémen est rare chez les Yéménites, et l'islam est la religion prédominante dans le pays. Il est difficile de quantifier le nombre d'athées au Yémen, car ils ne sont pas officiellement comptabilisés dans le recensement du pays. Il y a une grande stigmatisation attachée au fait d'être athée au Yémen, de sorte que de nombreux athées yéménites communiquent entre eux via Internet de façon clandestine.
La punition pour avoir abandonné l'islam au Yémen est la peine de mort,,,.
L'ancienne République démocratique populaire du Yémen (1967-1990) pratiquait l'athéisme d'État.

## Persécution par les musulmans
En réponse à l'attaque de Sana'a en 2013, une femme yéménite de Badschil dans le gouvernorat d'al-Hodeïda a déclaré s'être convertie de l'islam au christianisme et immédiatement, le gouvernement l'a mise sous enquête, et, après un délai d'attente, l'a envoyée dans un hôpital psychiatrique,. Fin 2013, une nouvelle page a été créée sur Facebook et encourage les Yéménites non religieux à se manifester et à ne pas avoir peur de la réaction sauvage de la communauté.
Il y a également eu une large confusion entre la laïcité et l'athéisme ou encore le fait d'être non religieux, et de nombreux militants ont été kidnappés en raison de cette confusion, notamment :
- le 4 septembre 2015, un militant laïc du nom d'Anwar Al-Wazir a été enlevé à Ta'izz devant sa famille parce qu'il était laïc[9],[10],
- le 26 avril 2016, un militant de 17 ans nommé Omar Bataweel a été accusé d'athéisme et tué à Aden. Une de ses citations célèbres était « Ils m'accusent d'athéisme ! Oh vous les gens, je vois Dieu dans les fleurs, et vous Le voyez dans les cimetières, c'est la différence entre moi et vous »[11],[12],
- le 15 mai 2017, Amjad Abdulrahman, un ami d'Omar, a également été assassiné à Aden pour apostasie. Sa famille a été empêchée de l'enterrer dans sa région et de faire la prière funéraire musulmane[13],[14],[15].
- le 5 septembre 2020, un jeune de 18 ans nommé Luai Saddam est retrouvé mort chez lui au lendemain d'un post anti-religieux sur Facebook. Il aurait été assassiné en raison de ses messages anti-religieux[16].